# 녹슨 머신건으로 지금을 꿰뚫어버리자
녹슨 머신건으로 지금을 꿰뚫어버리자(錆びついたマシンガンで今を撃ち抜こう), 녹슨 머신건으로 지금을 이겨내자(さびついたマシンガンでいまをうちぬこう)는 1997년 9월 3일 발매된 WANDS의 12번째 싱글이다.

## 내용
WANDS로서는 1년 7개월만이 되는, 카즈쿠지로 (和久二郎) · 스기모토 (杉元一生) 평생 가입 후의 제3기 WANDS의 첫 싱글이다. 과거 공식 사이트인 바이오그래피에는 '1993년 무렵과 같은 윈즈의 사운드가 돌아왔다'고 적혀 있었다.
1997년 5월부터 레코딩이 시작되어 여러 곡의 데모 테이프 제작과 병행하여 완성되었다.
표제곡의 작사·작곡을 다룬 것은 코마츠 미호, 커플링 곡은, 멤버 기무라에 의해 작사 및 작곡되었다.
WANDS 작품에 오리지널 가라오케가 수록되는 것은 1993년 발매된 "사랑하라 처녀 (恋せよ乙女)" 이후 약 4년 만이다.
싱글 "시간의 문(時の扉)" 이래가 되는 세로형의 8cm 싱글이다. 또 재킷에 멤버 사진이 기용되지 않은 것은 싱글로서는 처음이다.

## 기록
전작 "WORST CRIME〜About a rock star who was a swindler〜/Blind To My Heart"를 웃도는 20만 장이 넘는 매출을 기록하며 3기 WANDS로서는 상상의 출발을 보였다. 오리콘 데일리 차트에서는 당시 1위를 차지했다.

## 수록곡
| #            | 제목                                                        | 작사                  | 작곡         | 재생 시간 |
| ------------ | ----------------------------------------------------------- | --------------------- | ------------ | --------- |
| 1.           | 〈錆びついたマシンガンで今を撃ち抜こう〉                    | 고마쓰 미호(小松未歩) | 고마쓰 미호  | 4:38      |
| 2.           | 〈Try Again〉                                               | 기무라 신야(木村真也) | 기무라 신야  | 4:36      |
| 3.           | 〈錆びついたマシンガンで今を撃ち抜こう〉 (Original Karaoke) |                       |              | 4:38      |
| 총 재생 시간 | 총 재생 시간                                                | 총 재생 시간          | 총 재생 시간 | auto      |

## 음악 해설
1. 녹슨 머신건으로 지금을 꿰뚫어버리자 (錆びついたマシンガンで今を撃ち抜こう)
  - 후지 TV 계열 애니메이션 「드래곤볼 GT」의 제4기 (제51화~제64화(최종화)) 엔딩 테마. 방송된 버전은 싱글에 수록된 버전과는 일부의 창법과 기타 솔로 등이 다르다.
  - 2021년, WANDS로서 18번째 싱글인 카나리아 울었을 무렵에 (カナリア鳴いた頃に)의 초회 한정반 커플링에, 5기 멤버로 리메이크한 "녹슨 머신건으로 지금을 꿰뚫어버리자" (WANDS 제5기 버전)가 수록되었다.[3][4]
2. 트라이 어게인 (Try Again)
  - 기무라(木村)의 악곡이 싱글에 수록된 것은 이번 작품이 처음이다.
  - 몰입 주체인 미디엄 템포 넘버에서 제목 그대로 가사는 재출발을 부른 내용이다.

## 수록 앨범
| 음악                                                                      | 발매일           | 수록 앨범                             | 비고                                        |
| ------------------------------------------------------------------------- | ---------------- | ------------------------------------- | ------------------------------------------- |
| 錆びついたマシンガンで今を撃ち抜こう(녹슨 머신건으로 지금을 꿰뚫어버리자) | 1997년 11월 6일  | WANDS BEST 〜HISTORICAL BEST ALBUM〜  | 2번째 베스트 앨범                           |
| 錆びついたマシンガンで今を撃ち抜こう(녹슨 머신건으로 지금을 꿰뚫어버리자) | 1999년 10월 27일 | AWAKE                                 | 5집 오리지널 앨범 앨범 믹스                 |
| 錆びついたマシンガンで今を撃ち抜こう(녹슨 머신건으로 지금을 꿰뚫어버리자) | 2000년 6월 9일   | BEST OF WANDS HISTORY                 | 3집 베스트 앨범                             |
| 錆びついたマシンガンで今を撃ち抜こう(녹슨 머신건으로 지금을 꿰뚫어버리자) | 2002년 8월 25일  | complete of WANDS at the BEING studio | 4집 베스트 앨범                             |
| 錆びついたマシンガンで今を撃ち抜こう(녹슨 머신건으로 지금을 꿰뚫어버리자) | 2016년 2월 24일  | ドラゴンボール 神 BEST                | TV애니메이션 드래곤볼 시리즈의 베스트 앨범. |
| Try Again (트라이 어게인)-                                                | 1997년 11월 6일  | WANDS BEST 〜HISTORICAL BEST ALBUM〜  | 2번째 베스트 앨범                           |

## 참가 뮤지션
- 스즈키 히데토시(鈴木英俊)：기타

## 커버
| 곡명                                                                       | 아티스트    | 수록 작품 | 발매일          | 비고                       |
| -------------------------------------------------------------------------- | ----------- | --------- | --------------- | -------------------------- |
| 녹슨 머신건으로 지금을 꿰뚫어버리자 (錆びついたマシンガンで今を撃ち抜こう) | 코마츠 미호 | 수수께끼  | 1997년 12월 3일 | 셀프 커버. 키는 반음 올림. |